# 南倫敦線
南倫敦線（英語：South London line）是內倫敦鐵路線，連接了倫敦維多利亞車站及倫敦橋站，並串連了克拉珀姆、坎伯韋爾、佩卡姆等南倫敦郊區。本線大部分路段屬於倫敦地上鐵鐵路網絡。在倫敦地上鐵網絡中，此線與東倫敦線直通運行，列車服務來往克拉珀姆交匯站至高貝利及伊斯靈頓站。全線共8個車站，總長8.5英里（13.7）。路線大部分使用高架橋跨過其他交通設施。本線上的維多利亞站、克拉珀姆高街站和加拿大塘站均可轉乘倫敦地鐵，而轉乘距離最近的是加拿大塘站。除了維多利亞站及倫敦橋站，此線其他車站均位於倫敦軌道運輸第2收費區。
本線全線（維多利亞至倫敦橋）最早的客運列車服務由倫敦、布萊頓及南海岸鐵路公司於1866年5月1日提供。
由20世紀初直至2012年，本線一直設有來往倫敦維多利亞車站和倫敦橋站的客運列車服務。部分路段有其他乘客列車使用，當歐洲之星列車在倫敦的總站仍設於滑鐵盧國際車站時（1994 - 2007年）也有使用部分此線路段。

## 歷史
1862 年《南倫敦鐵路法》授權倫敦、查塔姆和多佛鐵路 (LCDR) 修建本線的舊路線。本線在弗雷德里克·巴尼斯特 (Frederick Banister) 的領導下設計和建造。本線的一部分再次使用了倫敦、查塔姆和多佛鐵路主線中旺茲沃思路至布里克斯頓一段走線。 本線被四線化，並被延伸至倫敦橋。位置較北的一對軌道並未設有車站，並成為查塔姆線，供前往肯特郡的倫敦、查塔姆和多佛鐵路列車行駛；較南的一對則成為大西洋線，供倫敦、布萊頓及南海岸鐵路（LBSCR）列車來往薩里郡東部（後來該地成為大倫敦的一部分）及倫敦。沿途數個車站均由兩家公司共用。 
LBSCR於 1866 年 8 月 13 日開始營運來往拉夫堡公園（即東布里克斯頓站）和倫敦橋的客運服務。 1867 年 5 月 1 日，服務擴展到維多利亞。
LBSCR 電氣化本線的計劃於 1903 年獲得批准，開創了英國主線鐵路電氣化的先河，而第一列電動火車於 1909 年 12 月 1 日運行。在接下來的三年裡，蒸汽火車與電動火車交替運行，後者從早上7點30分開始每 15 分鐘一班到午夜。南倫敦引入有軌電車後，乘客人數在六個月內下降了 125 萬。在南倫敦線電氣化列車投入運營的第一年，乘客從 400 萬增加到 750 萬。電氣化使用 6700 V AC 的架空系統，並由德普特福德的發電站供電。四大英國鐵路公司成立後，南部鐵路公司於 1928 年 6 月 17 日安裝了標準的第三軌 660 V 直流電源。
1994年11月14日，歐洲之星開辦滑鐵盧國際車站至巴黎北站 / 布魯塞爾南站的列車服務。當時列車需要途經本線巴特錫至布里克斯頓段。2007年11月14日，歐洲之星將倫敦的總站由滑鐵盧轉移至聖潘克拉斯車站，自此歐洲之星列車不再需要途經本線。

### 東倫敦線延伸至南倫敦線
2012年，本線東段建造了一條長達2.5公里的連接線，使本線與東倫敦線連接起來。這使列車得以從女王路佩卡姆站經連接線前往東倫敦線的瑟里碼頭站。相關建造工程原預計於2012年5月、2012年夏季奧林匹克及帕拉林匹克運動會舉辦前完成，最終工程未能按時完成，倫敦地上鐵東倫敦線直通南倫敦線的列車服務於同年12月9日開通。
上述列車服務開辦後，原有由南方鐵路營運、來往倫敦維多利亞車站和倫敦橋站（經本線）的列車服務被取消。

## 車站
除了兩端總站（維多利亞及倫敦橋站）外，本線亦設有旺茲沃思路、克拉珀姆高街、丹麥山、佩卡姆黑麥、女王路佩卡姆及南伯蒙德賽站。

### 增設瑟里運河站
2001年的東倫敦線延伸計劃曾建議於瑟里運河路、接近伯蒙德賽和新十字的邊界處興建新車站。2009年，伯蒙德賽居民成立了壓力團體，以促使政府撥款興建該站。2010年9月，英國運輸部拒絕為該站的建造工程撥款7百萬英鎊。2012年，房地產發展商「更新」（Renewal）同意為興建該站撥款。劉易舍姆區議會亦批准了該站的規劃。2014年，「更新」與倫敦運輸局決定以「新伯蒙德賽」作為新車站的名字。新車站的建造工程已於2016年展開。
2021年12月，劉易舍姆區議會批准了倫敦運輸局的新車站規劃申請，其中新車站名稱被獲認為「瑟里運河」。

### 於布里克斯頓增設車站
本線於克拉珀姆高街及丹麥山站之間穿過布里克斯頓鎮中心及拉夫堡交匯站（Loughborough Junction）南側，但均沒有於兩地設站。由於本線於兩地均設置了橫跨鐵路的高架橋，因此於兩地建設車站的費用非常高昂。前倫敦市長肯·李文斯頓曾為於兩地興建車站的計劃表示疑慮，並認為該等計劃將未能通過成本效益分析，從而引致計劃未能通過。另外，亦有建議重開於1976年關閉的東布里克斯頓站（位於里克斯頓鎮中心及拉夫堡交匯站之間）。

## 列車服務
現時倫敦地上鐵主要於本線上營運克拉珀姆交匯至達爾斯頓交匯列車服務。週一至六清晨及深夜部分班次、週日所有班次中，列車會續駛至高貝利及伊斯靈頓站。週一至六清晨及深夜亦有部分列車的西端起點為巴特錫公園站。
東南列車（Southeastern）維多利亞 - 達特福德線（貝克斯利希斯線）列車會使用本線西段，並停靠丹麥山及佩卡姆黑麥站。
南方鐵路倫敦橋 - 東克羅伊登 / 貝肯納姆交匯 （經圖爾斯山）的列車亦會使用本線，中途停靠南伯蒙德賽、女王路佩卡姆及佩卡姆黑麥站。
| 營運方     | 路線                                    | 班次（班/每小時） | 停靠車站 | 參考資料 |
| ---------- | --------------------------------------- | ----------------- | --- | -------- |
| 倫敦地上鐵 | 南倫敦線直通東倫敦線                    | 4                 | （高貝里及伊斯靈頓 - 卡農伯里 - ）達爾斯頓交匯 - 海格爾斯頓 - 霍克斯頓 - 肖迪奇高街 - 白教堂 - 沙德韋爾 - 沃平 - 羅瑟希德 - 加拿大塘 - 瑟里碼頭 - 女王路佩卡姆 - 佩卡姆黑麥 - 丹麥山 - 克拉珀姆高街 - 旺茲沃思路 - 克拉珀姆交匯 / 巴特錫公園 | [ 18 ]   |
| 東南       | 維多利亞 - 達特福德線（貝克斯利希斯線） | 2                 | 維多利亞 - 丹麥山 - 佩卡姆黑麥 - 南海德 - 劉易舍姆 - 布萊克希斯 - 基布魯克 - 埃爾特姆 - 隼林（Falconwood）- 威靈 - 貝克斯利希斯 - 巴內赫斯特 - 達特福德                                                                                      | [ 19 ]   |
| 南方鐵路   | 倫敦橋 - 東克羅伊登（經圖爾斯山）       | 2                 | 倫敦橋 - 南伯蒙德賽 - 女王路佩卡姆 - 佩卡姆黑麥 - 東達利奇 - 北達利奇 - 圖爾斯山 - 斯特雷特姆 - 斯特雷特姆公地 - 諾貝利（Norbury）- 桑頓荒原（Thornton Heath）- 塞爾赫斯特 - 東克羅伊登                                                      |          |
| 南方鐵路   | 倫敦橋 - 貝肯納姆交匯（經圖爾斯山）     | 2                 | 倫敦橋 - 南伯蒙德賽 - 女王路佩卡姆 - 佩卡姆黑麥 - 東達利奇 - 北達利奇 - 圖爾斯山 - 西諾伍德 - 吉卜賽山 - 水晶宮 - 伯克貝克 - 貝肯納姆交匯 |          |

## 倫敦地上鐵車站列表
本線全線都位於大倫敦市內，而其中設有倫敦地上鐵列車服務的路段均位於倫敦軌道運輸第2收費區。
倫敦地上鐵瑟里碼頭至克拉珀姆交匯站（克拉珀姆交匯站並非於本線）的車站列表為：
| 中文站名                                                | 英文站名 | 轉乘路線                  | 所在地     |
| ------------------------------------------------------- | -------- | ------------------------- | ---------- |
| ↑直通运行东伦敦线往返高貝里及伊斯靈頓站或達爾斯頓交匯站 |          |                           |            |
| 瑟里碼頭                                                |          | 東倫敦線（直通營運）      | 南華克區   |
| 女王路佩卡姆                                            |          |                           | 南華克區   |
| 佩卡姆黑麥                                              |          |                           | 南華克區   |
| 丹麥山                                                  |          |                           | 南華克區   |
| 克拉珀姆高街                                            |          | 站外轉乘：克拉珀姆北 北線 | 蘭貝斯區   |
| 旺茲沃思路                                              |          |                           | 蘭貝斯區   |
| 克拉珀姆交匯                                            |          | 西倫敦線、                | 旺茲沃思區 |

巴特錫公園站則在旺茲沃思區，位於本線和布萊頓主線的交匯處上。倫敦地上鐵的乘客可於該站轉乘南方鐵路的列車。

## 外部連結
- South London Press article: 'Boris slammed on South London Line' （页面存档备份，存于）
- South London Press article: 'Bid to save the South London Line' （页面存档备份，存于）
- Druce, Gerald.  (PDF). The Railway Magazine. September 1953: 621–624, 628  [2024-01-29]. （原始内容存档 (PDF)于2023-11-30） –Southern E-mail Group. (1.03 MiB).